# 張太和
張太和（？—355年），一作張泰和，五胡十六国前凉国王张祚的儿子。
《晋书》称和平元年（354年）正月，张祚废黜侄子张曜灵，叛晋称帝。张祚立張太和为太子、張庭堅为建康王。《资治通鉴》称和平元年（354年）正月，张祚建元称王。張太和为太子、張庭堅为建康侯。按照前凉的政治地位，储君应该为世子，不是太子。张祚称帝建年号立太子，就是和晋朝分庭抗礼。和平二年（355年）闰九月，宋混、宋澄兄弟与张灌等里应外合进入姑臧，宋混等攻入宫门，张祚逃到万秋阁，厨师徐黑将其斩杀。張太和、張庭堅兄弟也被乱军所杀。